# Дзьверштини
Дзьверштини (пол. Dźwiersztyny, нім. Schwirgstein) — село в Польщі, у гміні Пасим Щиценського повіту Вармінсько-Мазурського воєводства.
Населення — 66 осіб (2011).

## Демографія
Демографічна структура станом на 31 березня 2011 року:
|          | Загалом | Допрацездатний вік | Працездатний вік | Постпрацездатний вік |
| -------- | ------- | ------------------ | ---------------- | -------------------- |
| Чоловіки | 36      | 10                 | 23               | 3                    |
| Жінки    | 30      | 8                  | 17               | 5                    |
| Разом    | 66      | 18                 | 40               | 8                    |